# Bionectriaceae
Bionectriaceae is een familie uit de orde Halosphaeriales van de ascomyceten. Het typegeslacht is Bionectria.

## Genera
Tot deze familie behoren de geslachten:
- Acremonium – Anthonectria – Aphanotria – Battarrina – Bryocentria – Bryonectria – Bryotria – Bullanockia – Clibanites – Clonostachys – Dendrodochium – Dimerosporiella – Fusariella – Geonectria – Geosmithia – Gliomastix – Globonectria – Gracilistilbella – Halonectria – Heleococcum – Hydropisphaera – Ijuhya – Kallichroma – Laniatria – Lasionectria – Lasionectriella – Mycoarachis – Mycocitrus – Nectriella – Nectriopsis – Nigrosabulum – Ochronectria – Ovicillium – Ovicuculispora – Paracylindrocarpon – Paranectria – Periantria – Peristomialis – Pronectria – Protocreopsis – Rhopalocladium – Roumegueriella – Selinia – Stanjemonium – Stephanonectria – Stilbocrea – Stromatonectria – Synnemellisia – Trichonectria – Valsonectria – Verrucostoma – Vesicladiella – Xanthonectria